# Walther Bever-Mohr
Walther Bever-Mohr (* 19. November 1901 in Düsseldorf; † 24. November 1955 in Schwelm) war ein deutscher Filmamateur und von 1952 bis 1955 Präsident des Bundes der deutschen Filmamateure (BDFA). Seine privat gedrehten Filme wurden vor und nach 1945 international gezeigt und mit Preisen ausgezeichnet.

## Leben und Filmschaffen
Bereits als Jugendlicher begeisterte sich Bever-Mohr für Schauspiel und Literatur. Er dichtete und rezitierte Verse und trat mit einer Laienspielgruppe auf. In der Nachfolge seines Onkels Wilhelm Bever übernahm er 1927 die von seinem Urgroßvater Johann Daniel Bever gegründete Türschlossfabrik Bever & Klophaus in Schwelm. Um 1930 begann er mit der Herstellung privater 16-mm-Filme, darunter farbige Reisefilme nach dem Linsenrasterverfahren. Im Oktober 1938 trat er der Wuppertaler Arbeitsgruppe des BDFA bei und zeigte seine Filme in der Folgezeit auch erstmals öffentlich. 1940 drehte er einen volkskundlichen Kodachrome-Film über die dörfliche Bevölkerung in den Westbeskiden. Im darauffolgenden Jahr erhielt sein Eisenbahnfilm Glück auf Schienen den ersten Preis auf dem Internationalen Amateurfilm-Wettbewerb in Stockholm. 1943 drehte er mit Ski-Romanze um Bodo seinen letzten Farbfilm während des Krieges.
In der Nachkriegszeit verhinderte eine Demonstration der Belegschaft die von den Besatzungsbehörden beabsichtigte Demontage seiner Fabrik. Als die Arbeitsgruppe Wuppertal des BDFA im September 1949 neugegründet wurde, wurde Bever-Mohr ihr erster Vorsitzender. 1952 wurde er in Hannover zum Präsidenten des westdeutschen BDFA gewählt und drehte den expressionistischen Schwarz-Weiß-Film Der Schatten des Vaters. Als Kommunalpolitiker der FDP war Bever-Mohr zudem im Schwelmer Stadtrat tätig. Anfang der 1950er Jahre erkrankte er an Polyarteriitis nodosa und verstarb nach langer Krankheit im November 1955.

## Modell-Eisenbahnen
Walther Bever-Mohr war ein begeisterter Sammler der Modelleisenbahnen der Firma Märklin. Das Ende der 1930er Jahre in seinem Besitz befindliche Modell füllte zwei Räume im Obergeschoss seines Wohnhauses und soll die damals zweitgrößte Anlage im Deutschen Reich nach der von Hermann Göring gewesen sein.

## Filmographie
- Aus lombardischem Frühling ins ewige Eis (1939, Farbe)
- Sonne über Vorarlberg (1939, Farbe)
- Farbenspiel bei einer kleinen Stadt (1939, Farbe)
- Sehnsucht nach Wintersonne (1940, Farbe)
- Glück auf Schienen (1941, Farbe)
- Beskidenland (1941, Farbe)
- Ski-Romanze um Bodo (1943, Farbe)
- Der Schatten des Vaters (1952)

Ein großer Teil seiner Filme ist erhalten und befindet sich heute in Privatbesitz.

## Dokumentation
- Material Nr. 2719 Ein Farb- und Schwarzweissfilm der ehemals zweitgrössten Märklin-Modelleisenbahn-Anlage in Deutschland von Walther Bever-Mohr, Deutschland, 1940, 10 Minuten, Inhaltsangabe in der Internetseite Agentur Karl Höffkes (AKH).
- 2012: Pech auf Skiern, Glück auf Schienen – Die Filmschätze des Walther Bever-Mohr, DVD, 55 Min, Ausschnitt bei Youtube.

| Personendaten    | Personendaten                                                                                |
| ---------------- | -------------------------------------------------------------------------------------------- |
| NAME             | Bever-Mohr, Walther                                                                          |
| KURZBESCHREIBUNG | deutscher Filmamateur und Präsident des Bundes der deutschen Filmamateure (BDFA) (1952–1955) |
| GEBURTSDATUM     | 19. November 1901                                                                            |
| GEBURTSORT       | Düsseldorf                                                                                   |
| STERBEDATUM      | 24. November 1955                                                                            |
| STERBEORT        | Schwelm                                                                                      |